# Aurora Clavel
Pour les articles homonymes, voir Clavel.
Aurora Clavel, née le 29 octobre 1934 dans l'Oaxaca et morte le 19 mai 2025 à Mexico, est une actrice mexicaine. Elle joue notamment dans la série Mariana de la noche et dans plusieurs films de Sam Peckinpah.

## Filmographie partielle

### Cinéma
- 1965 : Major Dundee de Sam Peckinpah : Melinche
- 1968 : La Bataille de San Sebastian de Henri Verneuil : Magdalena
- 1968 : Le Rapace de José Giovanni : Aurora
- 1969 : La Horde sauvage (The Wild Bunch) de Sam Peckinpah : Aurora
- 1970 : Soldat bleu (Soldier Blue) de Ralph Nelson : Indienne
- 1972 : La Colère de Dieu (The Wrath of God) de Ralph Nelson : Señora Moreno
- 1973 : Pat Garrett et Billy le Kid (Pat Garrett and Billy the Kid) de Sam Peckinpah : Ida Garrett
- 1975 : Entends-tu les chiens aboyer ? de François Reichenbach : la mère de José
- 1986 : Mosquito Coast  (The Mosquito Coast) de Peter Weir : Mrs. Maywit

### Télévision
- 1970 : La Constitución : Indígena yaqui
- 1971 : Lucía Sombra : Sra. Ravel
- 1972 : El carruaje : Mujer
- 1972-1974 : Hermanos Coraje : Ivana
- 1975 : Ven conmigo : Nieves
- 1979 : Yara : Sabina
- 1979-1980 : Los ricos también lloran : Mamá Chole López
- 1982 : Vanessa : Marga
- 1982 : Por amor : Sabina
- 1982-1983 : Chispita : Flora
- 1982-1983 : Bianca Vidal : Rosa
- 1983-1984 : Amalia Batista : Adela
- 1983-1984 : La fiera : Sor Trinidad
- 1985 : Los años pasan : Chole
- 1985 : Vivir un poco : Secretaria de Andrea
- 1986 : Monte Calvario : Fernanda
- 1987 : Rosa salvaje : Madre de Ernesto
- 1988 : El pecado de Oyuki : Nanae Tayota
- 1990-1991 : Amor de nadie : Berta
- 1995 : María José : Meche
- 1995 : Bajo un mismo rostro : Lupita
- 1995-1996 : Pobre niña rica : Cata
- 1996 : La antorcha encendida : Dominga
- 1996-1997 : Te sigo amando : Tránsito
- 1997-1998 : María Isabel : Amargura
- 2000 : Abrázame muy fuerte : Vicenta
- 2001 : Atrévete a olvidarme : Eduarda
- 2003 : Mariana de la noche : Mamá Lupe
- 2005 : Contra viento y marea : Ocumé
- 2005-2006 : Alborada : Cleotilde
- 2007 : Pasión : Nana de Claudio y Ángel
- 2008 : Fuego en la sangre : Ofelia
- 2008-2009 : Cuidado con el ángel : Fermina
- 2010 : Soy tu dueña : Doña Angustias
- 2011 : Rafaela : Doña Refugio
- 2011 : La fuerza del destino : Doña Licha
- 2011-2012 : La que no podía amar : Milena
- 2013 : Mentir para vivir : Eduviges
- 2013 : Corazón indomable : Serafina
- 2013-2014 : Quiero amarte : Helena
- 2014-2015 : Yo no creo en los hombres : Chelito
- 2016 : Un camino hacia el destino : Rosario
- 2017 : La candidata : Mère de José